# Полувиндзор
Полуви́ндзор (от англ. Half-Windsor Knot) — асимметричный галстучный узел. Подходит для завязывания галстука из плотного материала (шерсть). Сочетается с формами воротников: «Акула», «Кент», «Баттен-даун». Строго говоря, узел «Полувиндзор» не является 1⁄2 от узла «Виндзор», скорее это узел в 2⁄3 от узла «Виндзор». Нераспускающийся (если узкий конец галстука вынуть из узла, узел сохранит свою форму), завязывают с лицевой стороны галстука.
Если в наличии лишь галстук из тонкой ткани (шёлк), возможно завязывать усложнённый вариант узла «Виндзор», который состоит из нескольких оборотов, которые создают больший объём узла.
Согласно английской моде правильно завязанный узел «Полувиндзор» должен иметь углубление («ямочку») ниже узла на широком конце галстука.

## Способ завязывания
1. Положить широкий конец галстука на узкий и направить его вправо.
2. Провести широкий конец под узким справа налево.
3. Протянуть широкий конец вверх. Протянуть широкий конец через шейную петлю вниз и вправо (полуузел).
4. Перекинуть широкий конец через узкий влево (оборот). Провести широкий конец через шейную петлю вверх (второй полуузел). Протянуть широкий конец через образовавшуюся петлю.
5. Аккуратно затянуть узел, расправить его и подтянуть вверх.

## Признаки
Плюсы
- Узел прост
- Подходит для завязывания плотным материалом

Минусы
- Асимметричен
- Необходим плотный материал галстука (на тонком материале узел — мал)